# Романши
Романши (ромн. rumantschs, rumàntschs, romauntschs or romontschs) романска су етничка група, говорници језика романш, поријеклом из швајцарског кантона Граубинден.
Говорници језика романш су колективно познати као Романшија (ромн. Rumantschia) на матерњем језик. Овај израз је замијенио њемачки званични правни назив „Заједница Кантон бинденских Романа” (њем. Gemeinschaft der Bündner Romanen), који је уведен 1982. године.
Према подацима из 2017. чине око 45.000 становника Швајцарске, или 0,85% њеног становништва, и близу око 30.000 становника Кантона Граубинден (или 14,7% становништва кантона).